# فرانکی فیزن
فرانکی فیسون (انگلیسی: Frankie Faison؛ زادهٔ ۱۰ ژوئن ۱۹۴۹) یک بازیگر سینما، و هنرپیشه اهل ایالات متحده آمریکا است. وی از سال ۱۹۷۴ میلادی تاکنون مشغول فعالیت بوده است.
از فیلم‌ها یا برنامه‌های تلویزیونی که وی در آن نقش داشته است می‌توان به دختران سفیدپوست، شب‌های بلوبری من، یک جمع خوب، بانشی، نقطه فروپاشی، گودال پول، پایین به زمین، هم‌اتاقی‌ها، پول برای هیچ، خسته، شهر امید، همسر مرد ثروتمند، پرونده‌ای برای مسیح، جولیان پو، کیفیت بالاتر و فرشتگان و دختران گاوچران اشاره کرد.